# Kelly Catlin
Kelly Catlin (Saint Paul, 3 novembre 1995 – Stanford, 8 marzo 2019) è stata una pistard e ciclista su strada statunitense.

## Biografia
Originaria di Stanford, ha studiato ingegneria matematica presso l'università locale.
Dopo un infortunio riportato nell'ottobre 2018, che le aveva causato una commozione cerebrale, contrasse la depressione; proprio per via di tale disturbo, si è suicidata nel marzo 2019. La circostanza è stata poi confermata dai familiari nei giorni successivi.

## Carriera
Ciclista d'inseguimento, ha ottenuto buoni risultati con la squadra statunitense: vinse infatti tre titoli mondiali consecutivi, dal 2016 al 2018, aggiudicandosi inoltre l'argento olimpico a Rio 2016. Individualmente, aveva poi conquistato due medaglie di bronzo.
Poco prima del suicidio, era stata esclusa dalla squadra che avrebbe gareggiato ai Campionati del mondo 2019 in Polonia.

## Palmarès

### Ciclismo su pista

#### Olimpiadi
- 1 medaglia:
  - 1 argento (inseguimento a squadre a Rio de Janeiro 2016).

#### Mondiali
- 5 medaglie:
  - 3 ori (inseguimento a squadre a Londra 2016; inseguimento a squadre a Hong Kong 2017; inseguimento a squadre ad Apeldoorn 2018);
  - 2 bronzi (inseguimento individuale a Hong Kong 2017; inseguimento individuale ad Apeldoorn 2018).

#### Giochi panamericani
- 1 medaglia:
  - 1 argento (inseguimento a squadre a Toronto 2015).

#### Campionati panamericani
- 3 medaglie:
  - 2 ori (inseguimento a squadre a Santiago 2015; inseguimento individuale ad Aguascalientes 2016);
  - 1 argento (inseguimento individuale a Santiago 2015).

### Ciclismo su strada

#### Giochi panamericani
- 1 medaglia:
  - 1 oro (cronometro a Toronto 2015).